# Silver Antelope Award
Le Silver Antelope Award est un prix des Boy Scouts of America (BSA) pour services distingués au niveau régional et reconnaît les services exceptionnels rendus aux jeunes dans l'une des quatre régions de la BSA. La récompense est décernée par la Cour d'honneur nationale et le récipiendaire doit être un membre adulte enregistré des Boy Scouts of America.

## Prix
Le prix consiste en une antilope argentée suspendue à un ruban blanc et orange porté autour du cou. Les lauréats peuvent porter le nœud carré correspondant, avec un brin blanc sur un brin orange, sur l'uniforme de la BSA.

## Histoire
Ce prix a été créé en 1942 et a été décerné pour la première fois en 1943. Une barre de ruban orange-blanc-orange a été utilisée pour le port informel sur l'uniforme jusqu'en 1946, date à laquelle les barres de ruban ont été remplacées par l'actuel insigne de nœud.
Sur le modèle de l'armée américaine, les récompenses en argent sont les plus hautes récompenses de la BSA,.
Depuis les premières récompenses en 1943 jusqu'en 2018, exactement 2 995 personnes ont reçu l'antilope d'argent.
Parmi les récipiendaires célèbres, citons les présidents de l'église LDS Ezra Taft Benson en 1951, et LDS David O. McKay en 1956, le général William C. Westmoreland en 1969, l'astronaute Gordon Cooper en 1969, le 9e commissaire national de la BSA Hector Perez (en) en 2001 et le gouverneur du Texas Rick Perry en 2002.
Comme il s'agit d'un prix régional de la BSA, il est possible qu'une personne reçoive ce prix plusieurs fois dans différentes régions. Cependant, cela ne s'est jamais produit.